# Eric Newman
Pour les articles homonymes, voir Newman.
Eric Newman est un producteur de cinéma américain. Il a souvent collaboré avec les producteurs Marc Abraham et Hilary Shor.

## Filmographie
- 1996 : Black Sheep
- 2002 : Le Club des empereurs, producteur délégué
- 2004 : L'Armée des morts
- 2006 : Horribilis, producteur délégué
- 2006 : Les Fils de l'homme
- 2007 : The Possibility of Hope, producteur délégué
- 2008 : Creature from the Black Lagoon
- 2009 : The Belcoo Experiment
- 2011 : The Thing de Matthijs van Heijningen Jr.
- 2011 : Time Out
- 2014 : RoboCop
- 2017 : Bright de David Ayer
- 2020 : Project Power d'Ariel Schulman et Henry Joost
- 2022 : Spiderhead de Joseph Kosinski
- 2023 : Rebel Moon - Partie 1 : Enfant du feu (Rebel Moon: Part One – A Child of Fire) de Zack Snyder
- 2024 : Rebel Moon - Partie 2 : L'Entailleuse (Rebel Moon: Part Two – The Scargiver) de Zack Snyder
- 2025 : Zero Day